# Campeonato Asiático de Corta-Mato de 1995
A 3ª edição do Campeonato Asiático de Corta-Mato ocorreu em 1995 na cidade de Chiba no Japão. A categoria por equipe foi constituída com três atletas de cada nacionalidade.

## Medalhistas
Esses foram os resultados do campeonato. 
| Evento                      | Ouro                     | Prata                    | Bronze                     |
| --------------------------- | ------------------------ | ------------------------ | -------------------------- |
| Senior Masculino Individual | Seiichi Miyajima · Japão | Yoshinori Yokota · Japão | Hamid Sadjadi Hezaveh Irão |
| Senior Masculino por equipe | Japão                    | Irão                     | China                      |
| Junior Masculino individual | Tadayuki Ojima · Japão   | Akira Kiniwa · Japão     | Yukihiro Yoshida · Japão   |
| Junior Masculino por equipe | Japão                    | China                    | Coreia do Sul              |
| Senior Feminino individual  | Atsumi Yashima · Japão   | Michiko Shimizu · Japão  | Yasuko Kimura · Japão      |
| Senior feminino por equipe  | Japão                    | China                    | Hong Kong                  |
| Junior Feminino individual  | Chiemi Takahashi · Japão | Miwa Sugawara · Japão    | Rie Ueno · Japão           |
| Junior Feminino por equipe  | Japão                    | China                    | Coreia do Sul              |

## Quadro de medalhas
| Ordem | País          | Ouro | Prata | Bronze |    |
| 1     | Japão         | 8    | 4     | 3      | 15 |
| 2     | China         | 0    | 3     | 1      | 4  |
| 3     | Irão          | 0    | 1     | 1      | 2  |
| 4     | Coreia do Sul | 0    | 0     | 2      | 2  |
| 5     | Hong Kong     | 0    | 0     | 1      | 1  |
| Total | Total         | 8    | 8     | 8      | 24 |